# فرندیل (کالیفرنیا)
فرندیل (به انگلیسی: Ferndale) شهری در شهرستان هومبولت ایالت کالیفرنیا است که در سرشماری سال ۲۰۱۰ میلادی، ۱۳۷۱ نفر جمعیت داشته است.

## نگارخانه

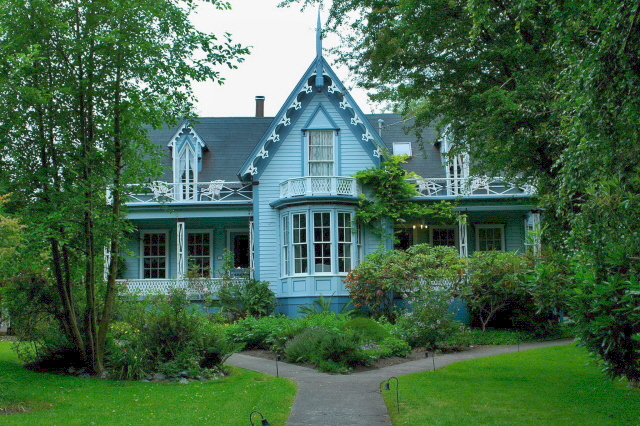
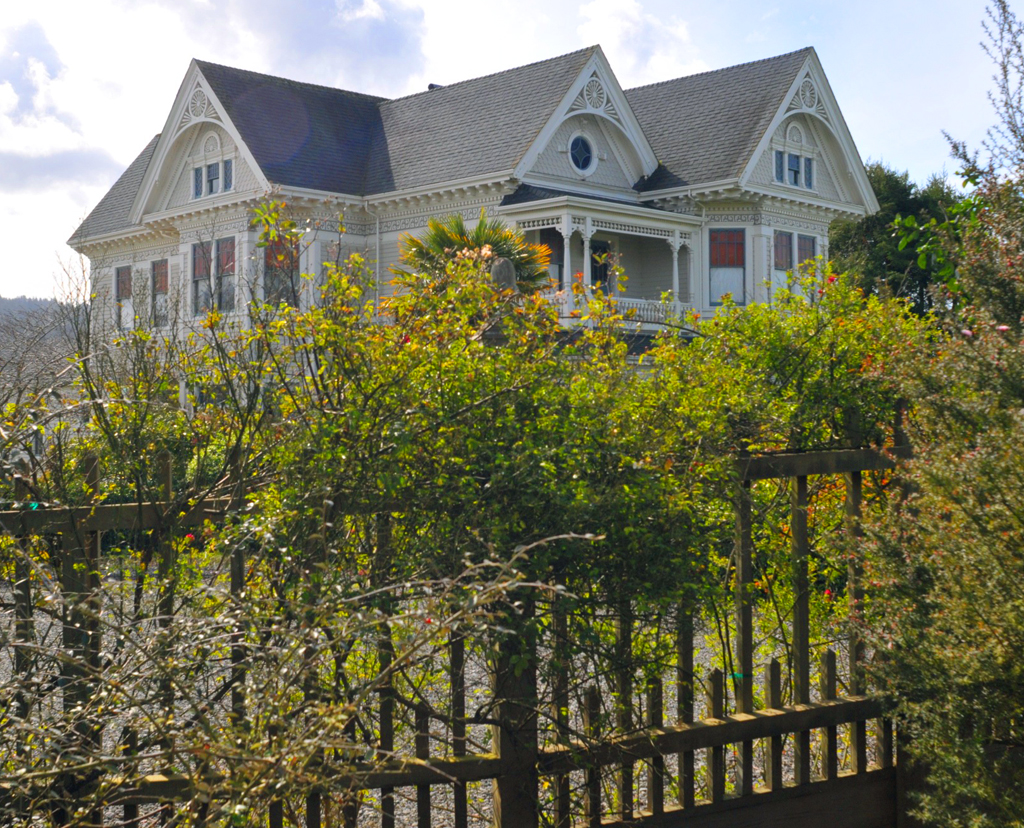
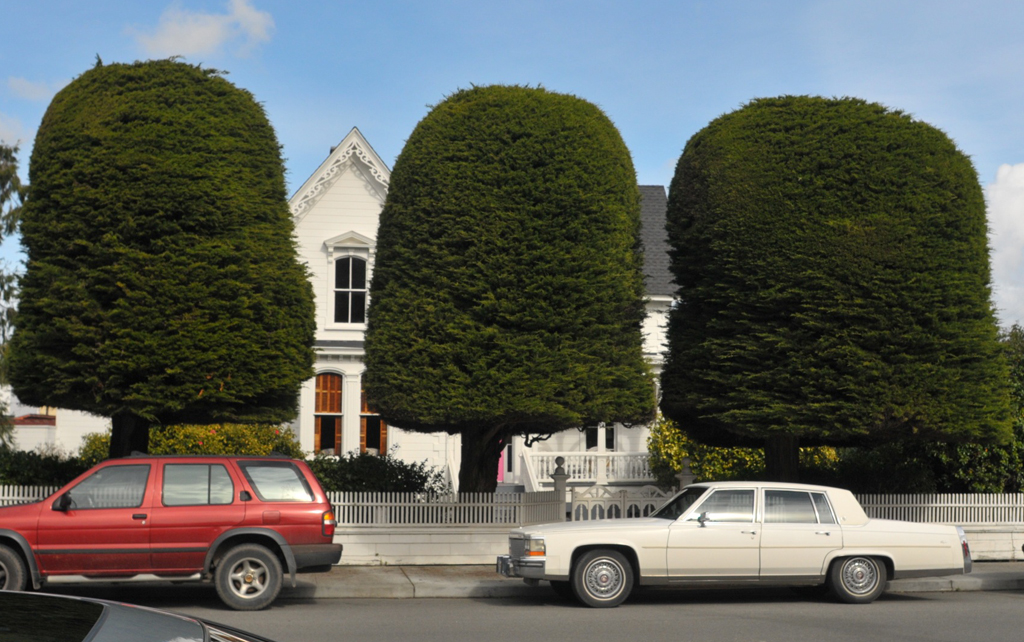
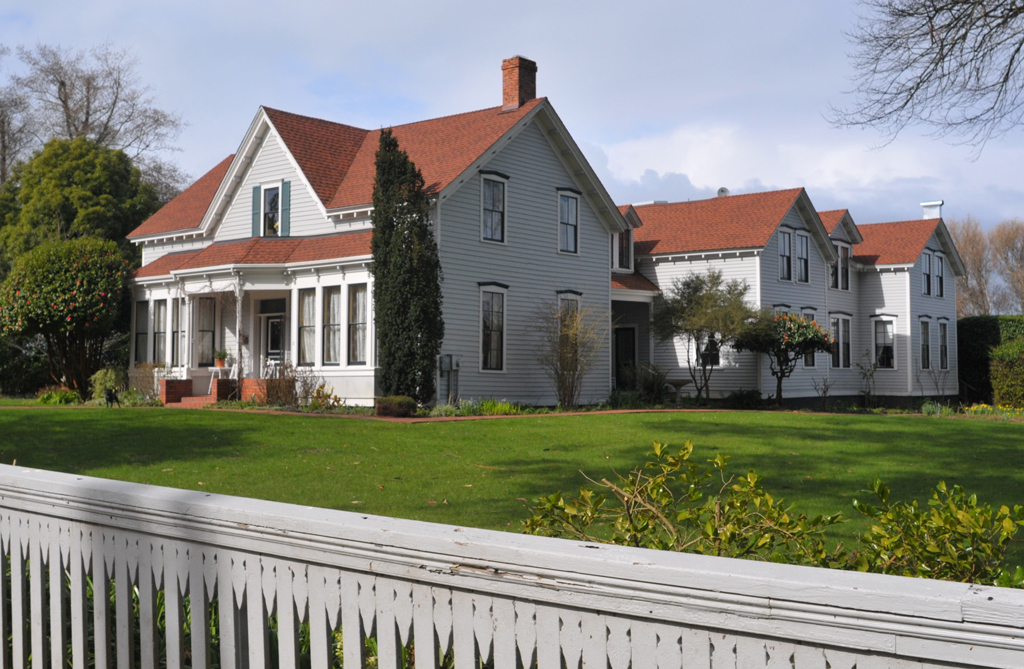
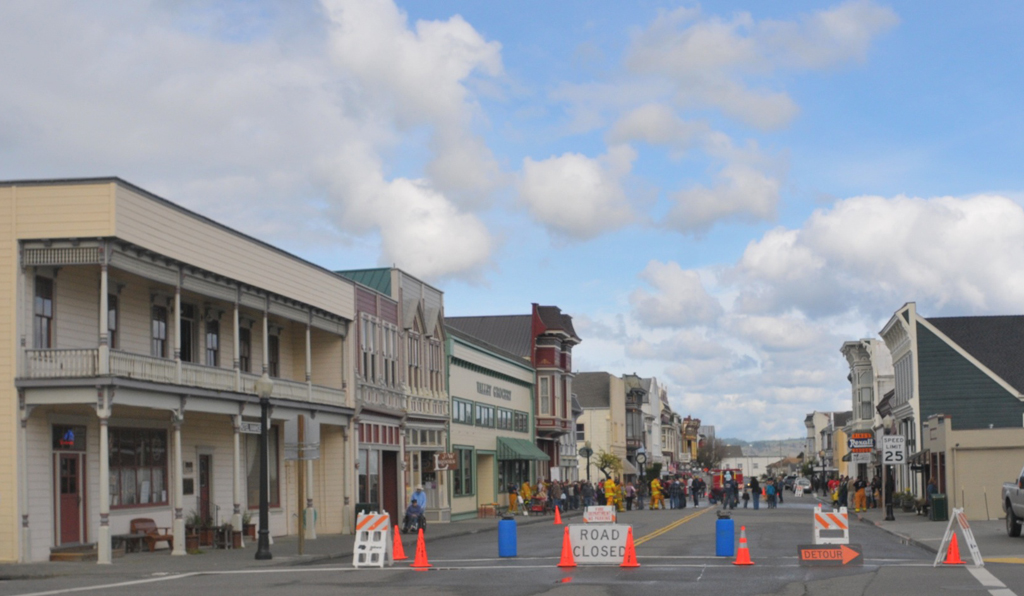
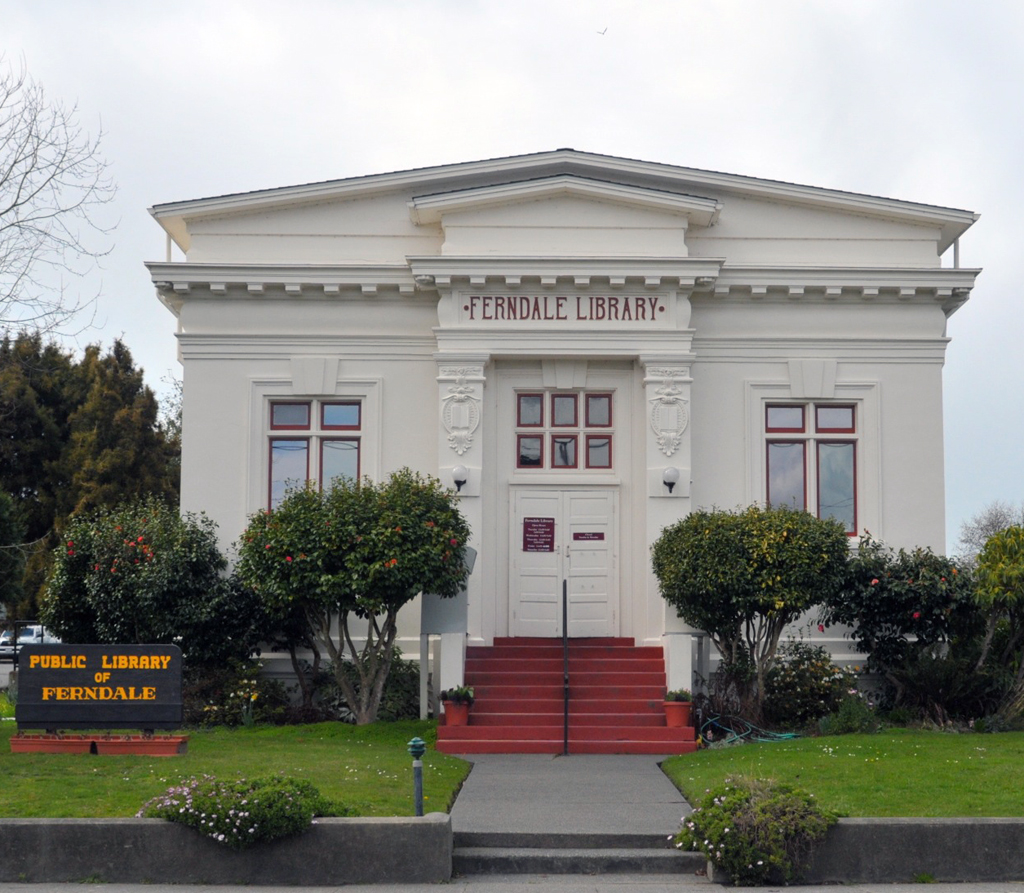
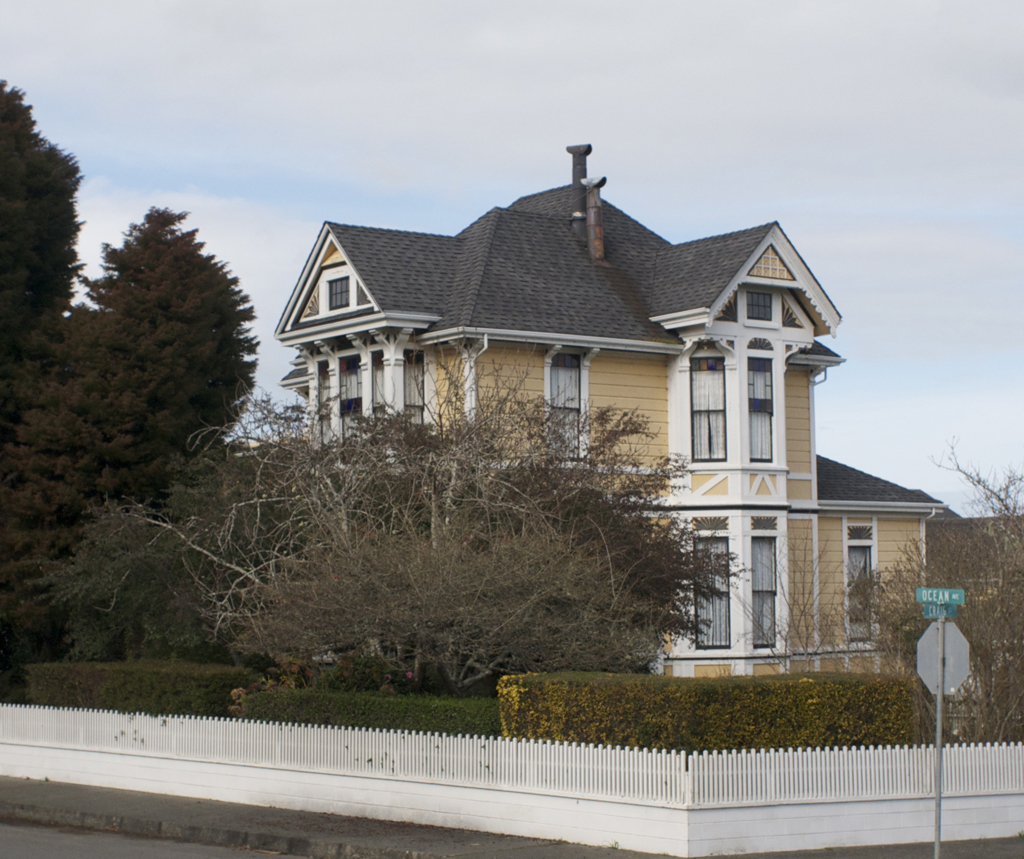